# SummerSlam 1994
SummerSlam (1994) was een professioneel worstel-pay-per-view (PPV) evenement dat georganiseerd werd door de World Wrestling Federation (WWF, nu WWE). Het was de 7e editie van SummerSlam en vond plaats op 29 augustus 1994 in toen een pas geleden geopende arena genaamd United Center in Chicago, Illinois.

## Matches
| Nr. | Match | Winnaar(s)                          | Opmerkingen                                                                                                 | Bron  |
| --- | --- | ----------------------------------- | --- | ----- |
| 1D  | Adam Bomb vs. Kwang                                                                                               | Adam Bomb                           | Eén-op-één Darkj match.                                                                                     | [ 1 ] |
| 2   | Bam Bam Bigelow & Irwin R. Schyster (met Ted DiBiase) vs. The Headshrinkers (Fatu & Samu) (met Afa em Lou Albano) | Bam Bam Bigelow & Irwin R. Schyster | Tag Team match. Bigelow en Bigelow wonnen door diskwalificatie.                                             | [ 2 ] |
| 3   | Alundra Blayze (c) vs. Bull Nakano (met Luna Vachon)                                                              | Alundra Blayze                      | Eén-op-één match voor het WWF Women's Championship.                                                         | [ 2 ] |
| 4   | Razor Ramon (met Walter Payton) vs. Diesel (c) (met Shawn Michaels)                                               | Razor Ramon (nc)                    | Eén-op-één match voor het WWF Intercontinental Championship.                                                | [ 2 ] |
| 5   | Tatanka vs. Lex Luger                                                                                             |                                     | Eén-op-één match.                                                                                           | [ 2 ] |
| 6   | Jeff Jarrett vs. Mabel (met Oscar)                                                                                | Jeff Jarrett                        | Eén-op-één match.                                                                                           | [ 2 ] |
| 7   | Bret Hart (c) vs. Owen Hart                                                                                       | Bret Hart                           | Steel Cage match voor het WWF World Heavyweight Championship. Bret Hart won door uit de kooi te ontsnappen. | [ 2 ] |
| 8   | The Undertaker (met Paul Bearer) vs. The Undertaker (met Ted DiBiase)                                             | The Undertaker                      | Eén-op-één match.                                                                                           | [ 2 ] |